# Окунев, Михаил Михайлович

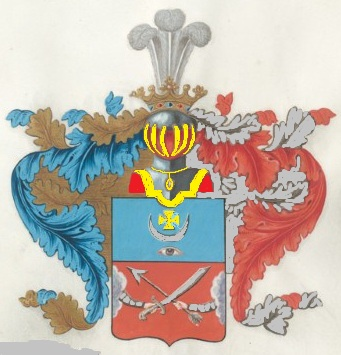
Герб рода Окуневых

Михаи́л Миха́йлович О́кунев (10 [22] октября 1810, Санкт-Петербург — 24 февраля [8 марта] 1873, там же) — русский кораблестроитель, один из основателей Русского технического общества, учёный в области теории корабля, генерал-майор Корпуса корабельных инженеров.

## Биография
Родился 10 (22) сентября 1810 года в Санкт-Петербурге. Представитель русского дворянского рода, родоначальником которого являлся известный кораблестроитель Гавриил Афанасьевич Окунев (1699—1781). Отец Михаила, участник Отечественной войны 1812 года, получивший впоследствии чин генерал-майора и занимавший в русской армии должность инспектора по артиллерии, хотел, чтобы сын посвятил себя военной службе, но тот выбрал профессию кораблестроителя.

### Учёба и ранние годы
С 22 января 1823 года был учеником в Училище корабельной архитектуры; 25 апреля 1827 года, в связи с преобразованием училища, был переведён в Кондукторские роты Учебного морского рабочего экипажа. В том же году Михаила Окунева и его товарища Николая Божерянова за отличные успехи и «примерность» произвели в младшие унтер-офицеры и назначили отделенными командирами. По окончании обучения, 30 апреля 1830 года он был произведён в прапорщики Корпуса корабельных инженеров и оставлен в училище для преподавания корабельной архитектуры и математики.
Во время летней кампании 1831 года М. Окунев ходил с учениками по Балтийскому морю на фрегате «Нева», осенью того же года посещал с учениками Охтенскую верфь, где познакомился со строителем фрегата «Паллада» И. А. Амосовым и командиром корабля капитан-лейтенантом П. С. Нахимовым. В феврале 1834 года М. Окунев «за отличие» произведён в подпоручики. В том же году женился на сестре своего бывшего ученика прапорщика Николая Бенземан — Марии Адольфовне Бенземан, вскоре в молодой семье родился сын Пётр.
В 1836—1837 годах крейсировал на фрегате «Паллада» в Финском заливе. В 1837 году за составление разрезной модели 84-пушечного корабля для Его Высочества генерал-адмирала Константина Николаевича был пожалован золотой табакеркой Государём Императором Николаем I. С 1840 года М. М. Окунев работал на инженерно-судостроительных должностях в Гребном порту на Галерном островке в Петербурге, возглавлял ремонт транспортных и ластовых судов. В 1838 году был произведён в поручики, а 30 марта 1841 года в штабс-капитаны.

### Служба на Черноморском флоте
25 октября 1841 года переведён на Черноморский флот, где заведовал строительством малых судов: портовых пароходов (1842 — строитель парохода «Скромный» в 40 л.с., 1842—1844 — строитель парохода «Страшный», 1843 — строитель лоц-шхуны «Астролябия»), транспортов, лоцмейстерских и маячных судов, в том числе и первого на Чёрном море железного судна — бота (1849), руководил сборкой судов, присланных частями из Англии.
В 1844 году он был командирован в Англию, где за несколько месяцев посетил почти все основные английские верфи, занимавшиеся железным судостроением. Вернувшись на Родину, представил адмиралу М. В. Лазареву доклад о необходимости заказать в Англии первые железные пароходы для Черноморского флота, чтобы затем иметь возможность организовать железное судостроение своими силами в Николаеве. В 1845 году Окунев был командирован на уральские заводы для указания нового способа выплавки якорей. 23 марта 1847 года произведён в капитаны, направлен вновь на уральские заводы для наблюдения за выковкой конструкций для железного парохода и двух железных барж, после чего производил освидетельствование мачтовых деревьев в Пермской, Вятской и Костромской губерниях.
С 1849 года работал старшим корабельным инженером в Николаевском порту по постройке транспортов «Прут», «Килия», «Арагва», «Ренни», парохода «Ординарец» и лоцмейстерского судна «Буг». В порту организовал железное кораблестроение, построил железный бот и собрал присланные из Англии баржу и землечерпательную машину.
В 1851—1853 годах работал на Нижегородской фабрике (позднее Сормовский завод) Волжского пароходства, где организовал железное и паровое судостроение. Построил восемь железных и четыре деревянных парохода для плавания по Волге; 27 марта 1853 года, по возвращении из командировки, зачислен в корпус корабельных инженеров Балтийского флота.

### Служба на Каспийском море
В 1854 году командирован в астраханский порт, где на пароходе «Тарки» осматривал порты Каспийского моря для выбора места под строительство судостроительной базы. В Нижнем Новгороде заказал пароходы и механизмы для астраханского порта. 27 марта 1855 года произведён за отличие в подполковники.
В 1856 году был командирован из Астрахани во Владимирскую, Орловскую и Калужскую губернии для обозрения и исправления работ по заказам для каспийской флотилии, после чего сопровождал кавказского наместника князя А. И. Барятинского на пароходе «Астара» от Нижнего Новгорода до Астрахани. В 1856—1858 годах в Астрахани — строитель винтового транспорта «Калмык» в 200 л.с. 4 января 1858 года назначен старшим корабельным инженером астраханского порта. Под его контролем были построены на частных заводах пароходы «Астрахань» и «Дербент», винтовые шхуны «Казак» и «Туркмен», лично руководил постройкой винтового железного транспорта «Киргиз» и плавучего дока на верфи купца Тетющенова. На верфи Камско-Волжского пароходства построил транспорты «Татарин» и «Лезгин», руководил строительством астраханского механического завода. В 1859 году построил винтовые шхуны «Персиянин» и «Хивинец» в 60 л.с., а в Нижнем Новгороде шхуны «Бухарец» и «Курд».

### Служба в Санкт-Петербурге

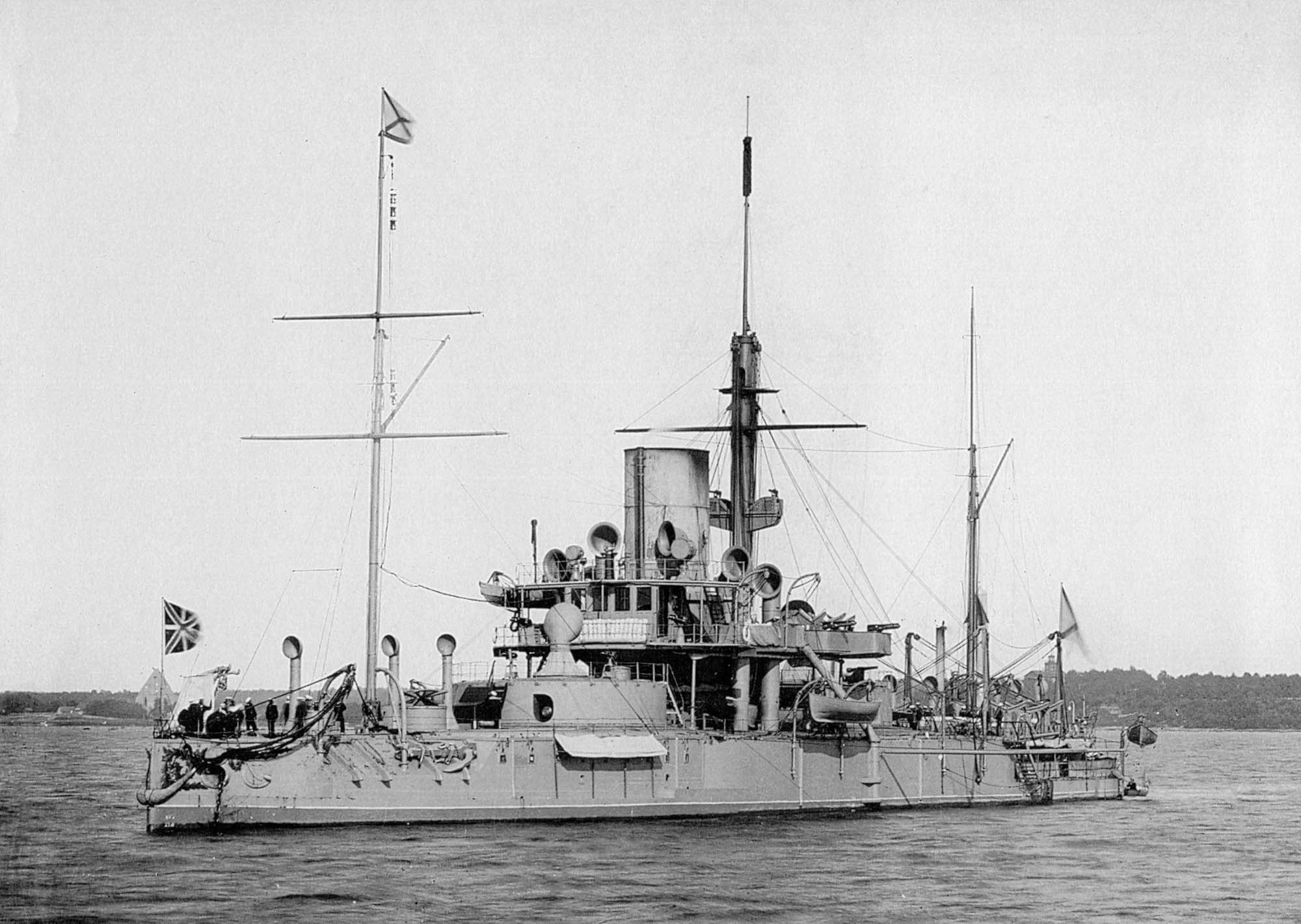
Крейсер «Пётр Великий»

10 октября 1859 года переведён в Петербургский порт судостроителем, а 29 марта 1860 года назначен старшим судостроителем Кронштадтского порта. Руководил капитальным ремонтом судов и достройкой боевых кораблей, в том числе корабля «Прохор», корветов «Новик», «Рында», «Богатырь» и «Баян», клиперов «Алмаз» и «Жемчуг».
30 июля 1862 года М. М. Окунев был уволен по прошению в отставку с чином полковника Корпуса корабельных инженеров. Занимался научной деятельностью, публиковал статьи в журнале «Морской сборник» по вопросам судостроения и машиностроения, стал заведующим наиболее ответственного отдела этого журнала, занимавшегося вопросами броненосного судостроения. Был одним из организаторов в 1866 году и председателем IV отдела Русского технического общества.
12 февраля 1868 года вновь поступил на службу с назначением старшим судостроителем Петербургского порта. 1 января 1869 года аттестован в полковники, а 13 января назначен членом кораблестроительного отделения Морского технического комитета, с отчислением от прежней должности. В 1870 году был командирован в Англию для осмотра новейших броненосных судов. 9 сентября 1871 года Окунев был произведён в генерал-майоры. В 1872 году вместе с кораблестроителем А. Е. Леонтьевым возглавил строительство броненосца «Крейсер» (переименованного позднее в «Пётр Великий»).
В 1872 году был командирован в Англию. Вскоре после возвращения из заграничной командировки Михаил Окунев простудился и заболел крупозным воспалением лёгких. Умер 24 февраля (8 марта) 1873 года. Похоронен на Смоленском православном кладбище в Санкт-Петербурге.

## Награды
- Орден Святой Анны 3-й степени (1846);
- Орден Святой Анны 2-й степени (1870);
- Орден Святого Владимира 4-й степени (1871);
- Золотая табакерка от Государя Императора (1837)[1].

## Семья
Был женат на Марии Адольфовне Бенземан (1820—1874), сестре архитектора А. И. Бенземана. Около 1840 года у них родился сын Константин. Внук, Алексей Константинович (1881—1904), погиб на затонувшем броненосце «Петропавловск», подорвавшемся на японской мине вблизи Порт-Артура 31 марта 1904 года.